# Tazata

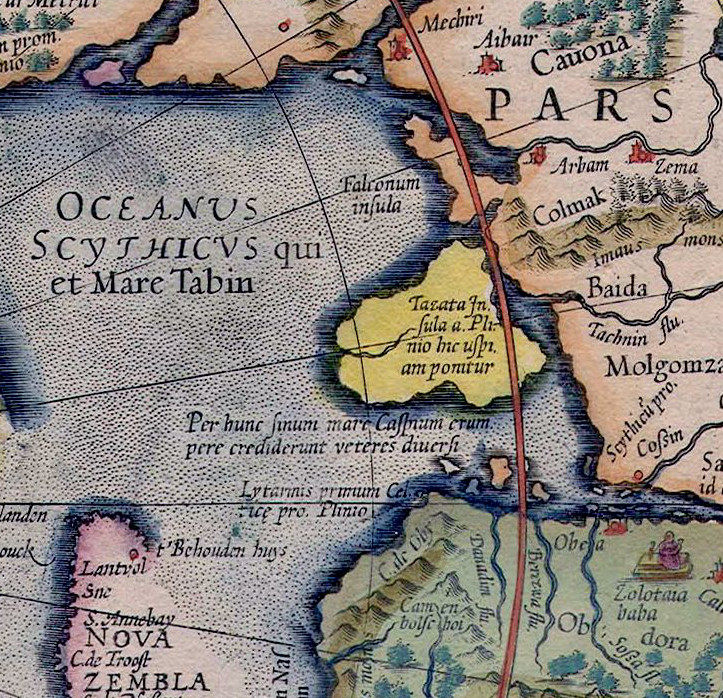
L'isola di Tazata, in colore giallo, nella mappa dell'Artico di Mercatore (1623)

Tazata (attestata anche come Tasata e Zazata) è un'isola fantasma del Mar Caspio o del Mar Glaciale Artico, la cui esistenza è stata ipotizzata da alcuni autori antichi e che è stata indicata nelle carte geografiche fino al XVII secolo.

## Negli autori antichi
Fra i riferimenti giunti ai nostri giorni relativi ad una grande isola nel Mar Caspio, il più antico è quello del geografo Pomponio Mela, che nel 43 d.C. nel De Chorographia parla di un'isola di nome Talge, che secondo alcuni autori corrisponderebbe a Tazata, mentre secondo altri non coinciderebbe con essa.
(Pomponio Mela, De chorographia)
Dell'isola di Tazata, o Zazata, parla Plinio il Vecchio nella Naturalis historia, risalente al 77 o 78 d.C. In tale testo, che Plinio compose facendo riferimento ad informazioni ricavate da autori precedenti, essa è collocata presso uno stretto che, secondo le conoscenze dell'epoca, collegava il Caspio all'oceano Scitico, nome con cui veniva identificato il Mar Glaciale Artico.
(Plinio il Vecchio, Naturalis historia, lib. VI, 19-20)

## Nella cartografia
Tazata è indicata in molte carte geografiche di diverse epoche, che la collocano prevalentemente nel Mar Glaciale Artico ed in particolare in un vasto golfo (che Mercatore chiama Mare Tabin e Barents Mare Tartaricum), che può corrispondere al Mare di Kara, giacché è delimitato dall'arcipelago della Novaja Zemlja e dall'omonimo capo, secondo alcuni coincidente con il capo Čeljuskin, punta settentrionale della penisola del Tajmyr. Tra esse la Septentrionalium Terrarum descriptio di Gerardo Mercatore (1595), che cita esplicitamente Plinio come fonte dell'inserimento dell'isola, la Delineatio cartae di Willem Barents (1598), il Theatrum Orbis Terrarum di Blaeu (1645), e l'Atlante inglese di Moses Pitt (1680).

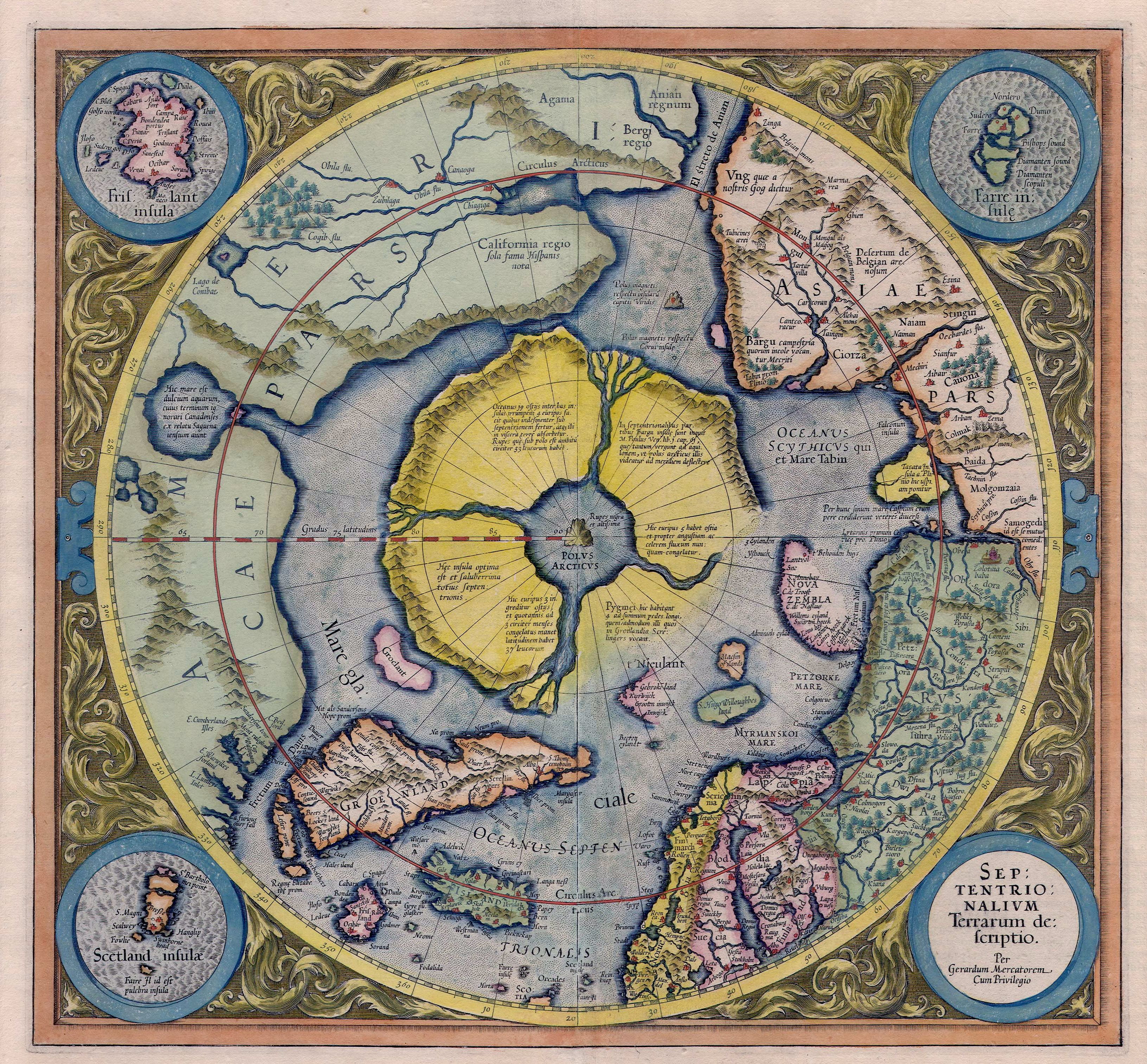
In Mercatore 1623 (I ediz. 1595) Tazata è sulla destra, in colore giallo
Barents 1598 colloca l'isola in basso a destra
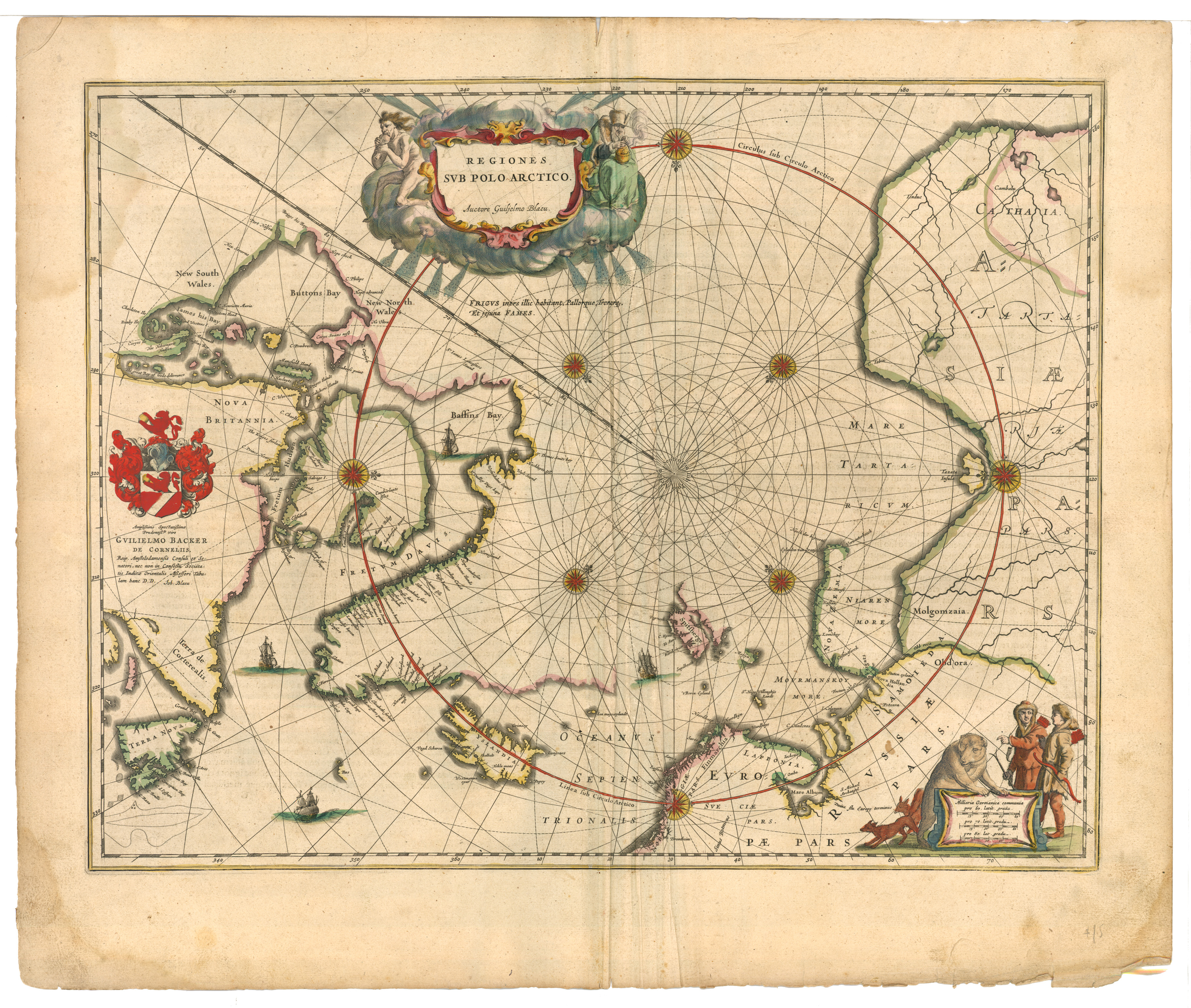
In Blaeu 1645 Tazata si trova a destra
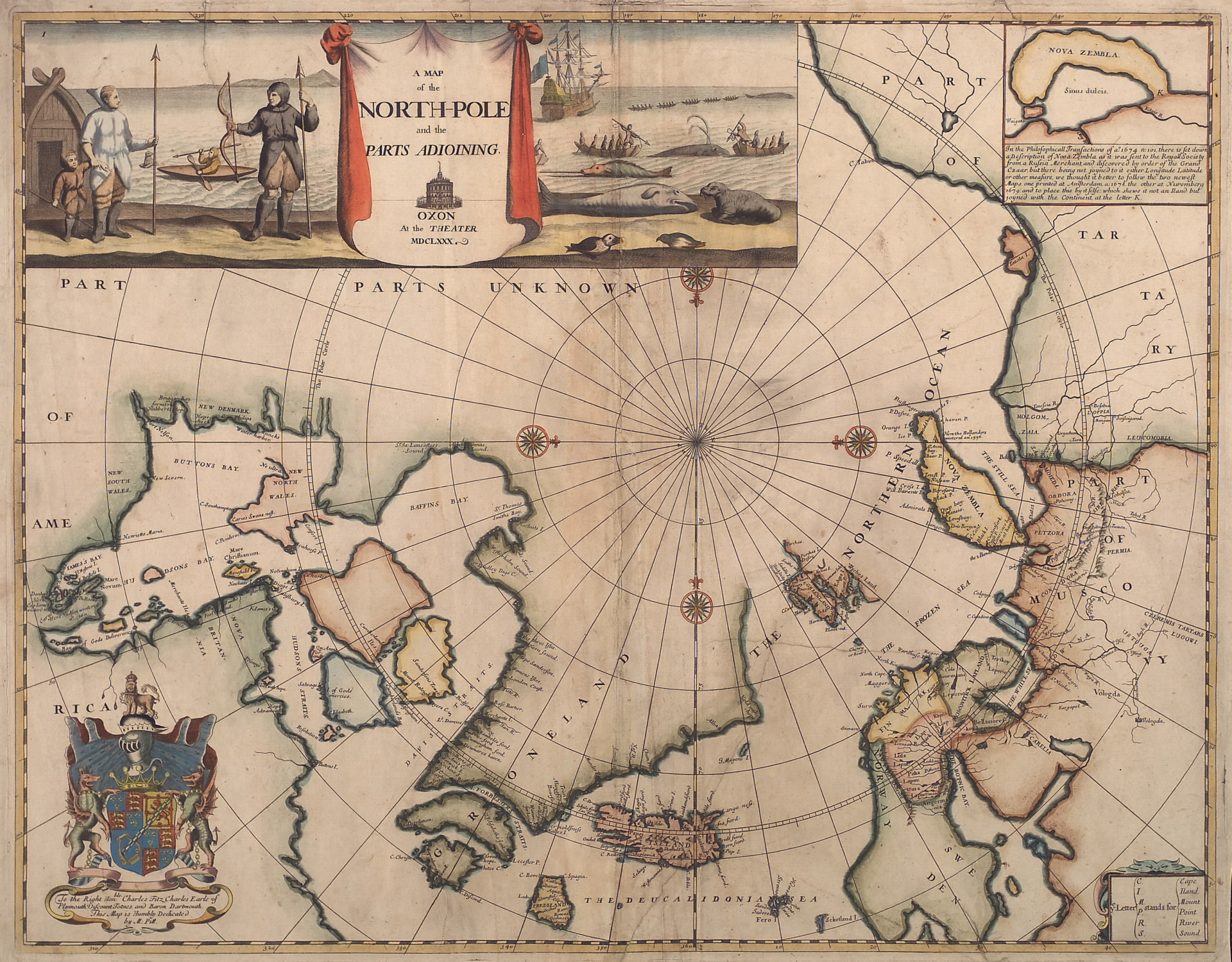
In Pitt 1680 l'isola è sulla destra in alto, in colore rosso

## Nell'età moderna
In età moderna le attestazioni antiche dell'esistenza di Tazata non erano ritenute attendibili. Nel 1730 il geografo svedese Philip Johan von Strahlenberg avanzò l'ipotesi che Tazata corrispondesse all'arcipelago di Novaja Zemlja, sebbene nella maggior parte delle carte in cui è raffigurata Tazata sia presente, più a ovest, anche la stessa Novaja Zemlja. La supposizione di von Strahlenberg successivamente vide comunque concordi altri autori, mentre fu criticata, nella sua Storia russa (1768), da Vasilij Nikitič Tatiščev, secondo il quale non aveva fondamento la collocazione nel Mar Glaciale Artico dell'isola. Per Tatiščev essa poteva semmai coincidere con la regione compresa tra il Mar Caspio e il Lago d'Aral, oppure con l'isola Ogurčinskij nella Baia di Krasnovodsk. In epoca più recente è stata ipotizzata l'identificazione di Tazata, così come riportata nella carta di Mercatore, con la penisola del Tajmyr insieme all'arcipelago della Severnaja Zemlja.